# Karolinów (gmina Tomaszów Mazowiecki)
Karolinów – wieś w Polsce, położona w województwie łódzkim, w powiecie tomaszowskim, w gminie Tomaszów Mazowiecki. Leży 13 km od Tomaszowa Mazowieckiego. 
Wieś znajduje się w granicach Sulejowskiego Parku Krajobrazowego.
W latach 1975–1998 miejscowość należała administracyjnie do województwa piotrkowskiego.
Wieś wzięła swoją nazwę od imienia córki szlachcica zamieszkującego w nieistniejącym już Trzebiatowie. Nie jest znane jego nazwisko wiadomo natomiast, że miał dwie córki-dziedziczki: Julię i Karolinę, które w spadku po ojcu otrzymały jego włości, na których powstawały już wsie. Wieś należącą do majątku Julii nazwano Julianowem, z kolei Karolinów otrzymał nazwę po jej siostrze Karolinie.
Wierni Kościoła rzymskokatolickiego należą do parafii Narodzenia NMP i św. Mikołaja w Błogich Szlacheckich.